# Luossajaure (Jokkmokks socken, Lappland)
Luossajaure är en sjö i Jokkmokks kommun i Lappland och ingår i Luleälvens huvudavrinningsområde.